# Sete Cidades (Ponta Delgada)

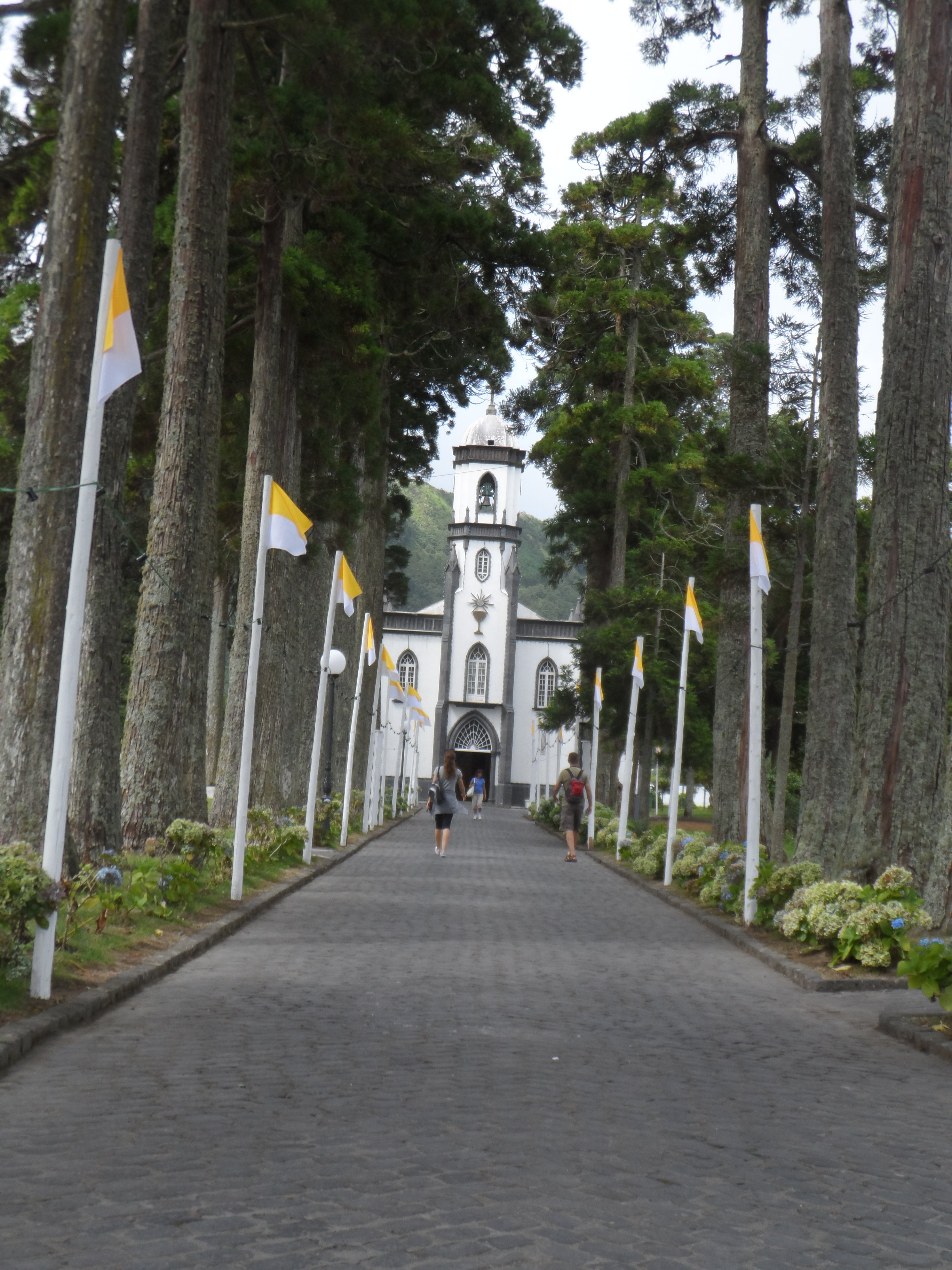
Sete Cidades : église São Nicolau

Sete Cidades est une localité (freguesia) de la commune de Ponta Delgada, sur l'île de São Miguel, aux Açores. Sa superficie est de 19,22 km² pour 793 habitants (2011).

## Géographie
Le village est situé à 260 mètres d’altitude sur la rive orientale du lac du même nom (divisé en lac Bleu et lac Vert), qui occupe le fond de la caldeira du volcan de Sete Cidades.

## Toponymie
Son nom fait allusion à l’île fantôme d’Antillia ou des Sept Cités, qui pendant des siècles a nourri une légende tenace[réf. souhaitée].

## Lieux et monuments
Située dans la partie plane de la rive du Lac bleu, le village conserve des maisons traditionnelles dont quelques-unes encore dotées de greniers sur pilotis.
On remarquera l’église São Nicolau, en style néogothique, consacrée en 1852[réf. souhaitée], la maison des héritiers de Caetano de Andrade et le tunnel d’évacuation du lac, inauguré en 1937[réf. souhaitée].
Les belvédères de la Grota da Cova et de la Vista do Rei offrent des points de vue spectaculaires sur le lac de Sete Cidades.